# Kleine Gracht (Maastricht)
De Kleine Gracht is een straat in het centrum van de Nederlandse stad Maastricht. De straat werd in de 14e eeuw aangelegd op de gedempte singelgracht en is tegenwoordig een gemengde woon-, werk- en uitgaansstraat nabij de Markt. De Kleine Gracht is een van de weinige straten in het Boschstraatkwartier waar de historische bebouwing bewaard is gebleven.

## Geschiedenis
De naam van de Kleine Gracht wijst op de oorspronkelijke functie: zowel de Kleine als de Grote Gracht werden aangelegd op de gedempte singelgracht, behorende bij de eerste middeleeuwse stadsmuur van Maastricht. De in het tweede kwart van de dertiende eeuw gebouwde stadsmuur bleek enkele decennia later al te krap. In 1294 begon de bouw van de tweede middeleeuwse stadsmuur, waardoor de oppervlakte van de ommuurde stad verviervoudigde. Aan het einde van de Kleine Gracht stond langs de Maaskade de Veerlinxpoort. Na de ingebruikname van de tweede muur in 1380 bleef de eerste muur nog zeker twee eeuwen gehandhaafd als reserveverdedigingslinie. De dertiende-eeuwse muur is elders in de stad nog in redelijk goede staat te zien, bijvoorbeeld aan de Preekherengang en het Lang Grachtje en Klein Grachtje. Aan de zuidzijde van de Kleine Gracht zijn slechts enkele muurfragmenten en een ingemetselde waltoren aan de achterzijde van Kleine Gracht 25-27 bewaard gebleven. De gracht zelf werd waarschijnlijk al in de veertiende eeuw gedempt en bebouwd.
In de middeleeuwen lag de Kleine Gracht aan de rand van het lakenweverskwartier van Maastricht. Of hier ook lakenwevers woonden is niet bekend. Vanaf de zeventiende, en vooral in de achttiende eeuw verrezen er diverse grote stadswoningen, die nog steeds een zekere welstand uitstralen.

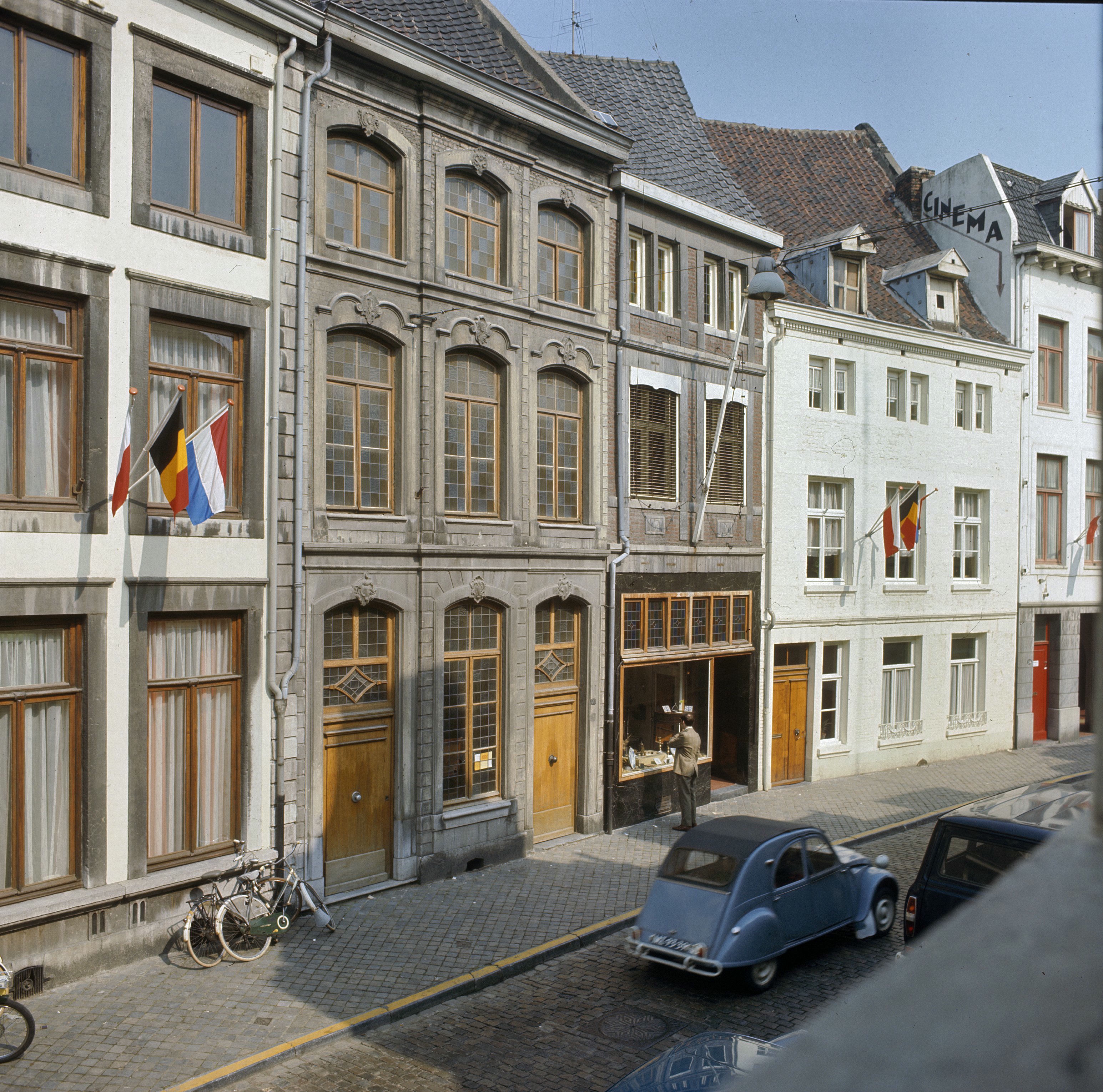
Straatbeeld omstreeks 1970

Aan de Kleine Gracht was vanaf het midden van de negentiende eeuw de stedelijke muziekzaal gevestigd, waar diverse verenigingen gebruik van maakten. In 1910 begon de van oorsprong Haagse exploitant W.J. van Lier er films van de Gebroeders Pathé te vertonen. Het succes hiervan verdrong geleidelijk de verenigingsactiviteiten. In 1930 werd de bioscoop overgenomen door M. Vermin en J. Teunissen en veranderde de naam in MABI ('Maastrichtse Bioscoop', 1930-94).
De Grote Gracht is traditioneel een straat met gemengde activiteiten: winkels, horeca, kleinschalige bedrijven en woonhuizen. De laatste jaren zijn de meeste winkels uit het straatbeeld verdwenen. Ervoor in de plaats kwamen vooral horeca-ondernemingen. Door sommigen wordt de aanwezigheid van enkele coffeeshops en feestcafés ervaren als een achteruitgang van de straat. Enkele bekende, verdwenen zaken uit het verleden zijn: Tilly (garagebedrijf), Mevri (luxe vulpennen), Gilissen (drogist, verf), Toko Taho (levensmiddelen), Bio (café, friture) en Mabi (bioscoop).

## Bezienswaardigheden

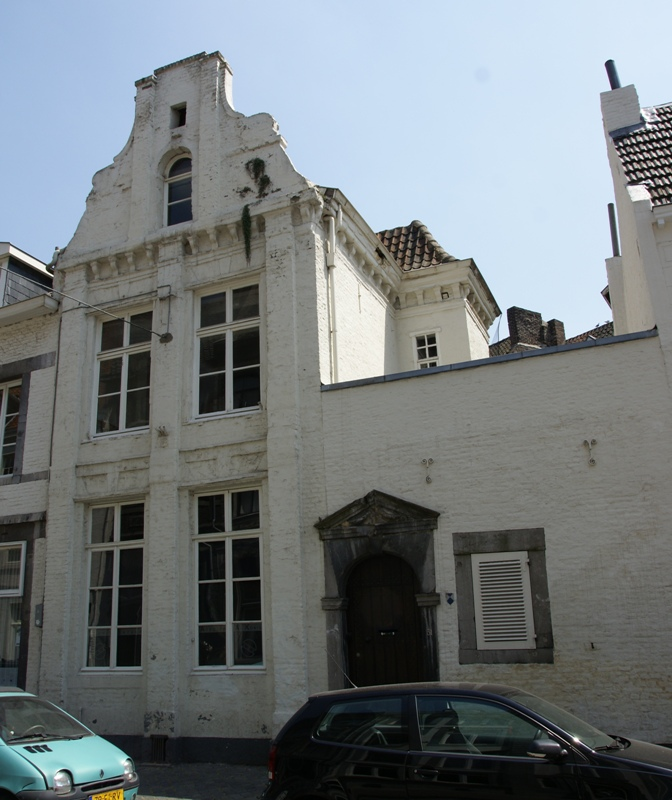
Huis met hybride gevel en renaissancepoort, Kleine Gracht 31

De Kleine Gracht ligt binnen het beschermd stadsgezicht van Maastricht en telt twintig rijksmonumenten, waarmee de straat tot de twintig monumentrijkste straten van Maastricht behoort. Er bevinden zich goed bewaarde zeventiende- en achttiende-eeuwse herenhuizen met gevels in Lodewijk XV- of Lodewijk XVI-stijl. Een enkel huis is gebouwd in de traditionelere stijl van de Maaslandse renaissance (bijvoorbeeld de nrs. 26, 28 en 42).

### Historische panden (voor 1800)
Een merkwaardig huis, gebouwd door stadsbouwmeester Cornelis Pesser in 1659, ligt op nr. 31. Het huis werd door Pesser gekocht en verbouwd terwijl hij als assistent van Pieter Post aan het nieuwe Stadhuis van Maastricht werkte. De gevel is een combinatie van elementen van Maaslandse renaissance en Hollands classicisme. Vooral de voluutgevel met twee pilasters geeft een hybride effect. De trappartij van de ingang is gesitueerd aan de binnenplaats, die toegankelijk is via een fraai renaissancepoortje.
Het tegenoverliggende huis op nr. 30 heeft een gevel in Lodewijk XV-stijl met geblokte lisenen. De vensters zijn omgeven met hardstenen segmentboogomlijstingen met gebeeldhouwde sluitstenen. De segmentbogen op de eerste verdieping zijn een combinatie van accoladebogen en drielobbogen, waarbij de middelste lob is vervangen door een geornamenteerde sluitsteen. De ingang bevond zich oorspronkelijk in het midden. Het ernaast gelegen pand op nr. 32 heeft eveneens geblokte lisenen. Opvallend aan dit huis is vooral de middenpartij met een rijk gebeeldhouwde voordeuromlijsting in Lodewijk XVI-stijl. De pui van Kleine Gracht 36 is sterk gewijzigd, maar de raamhekjes in Lodewijk XVI-stijl zijn origineel.
Op beide hoeken van de Kleine Gracht met de Coxstraat staan achttiende-eeuwse dubbelpanden. Het dubbelpand op nrs. 20-22 heeft brede lijstgevels en hardstenen raamomlijstingen, die met blokjes zijn verlevendigd, een fronton met oculus omgeven met ranken, en dakkapellen met gebogen frontons. Het grote pand op de andere hoek (Kleine Gracht 16-18) heeft onderbroken verticale reliëfbanden en een rijk gebeeldhouwde ingangsomlijsting in régencestijl.

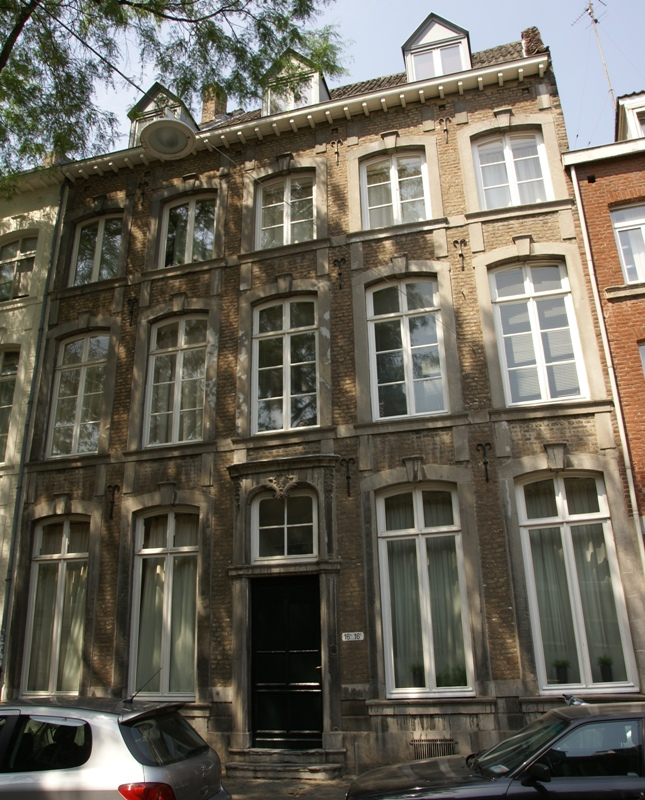
Kleine Gracht 16
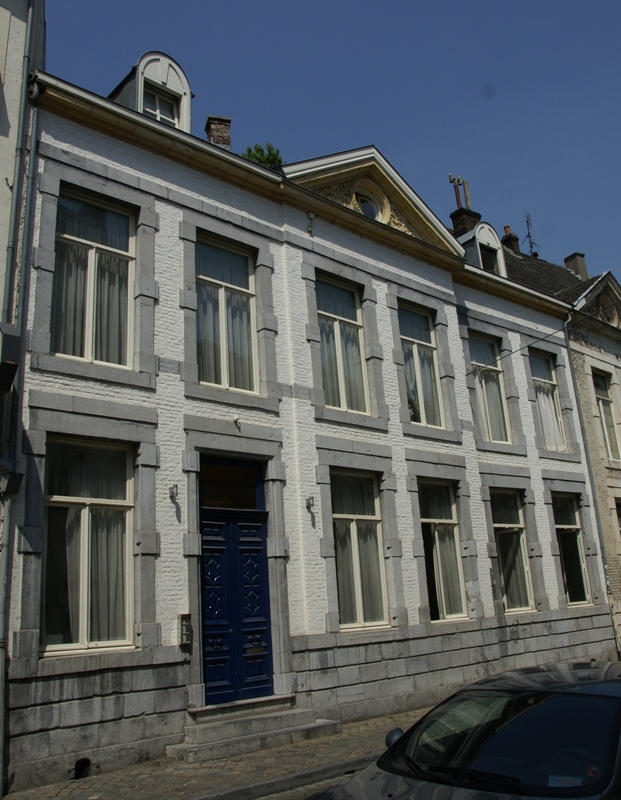
Kleine Gracht 20-22
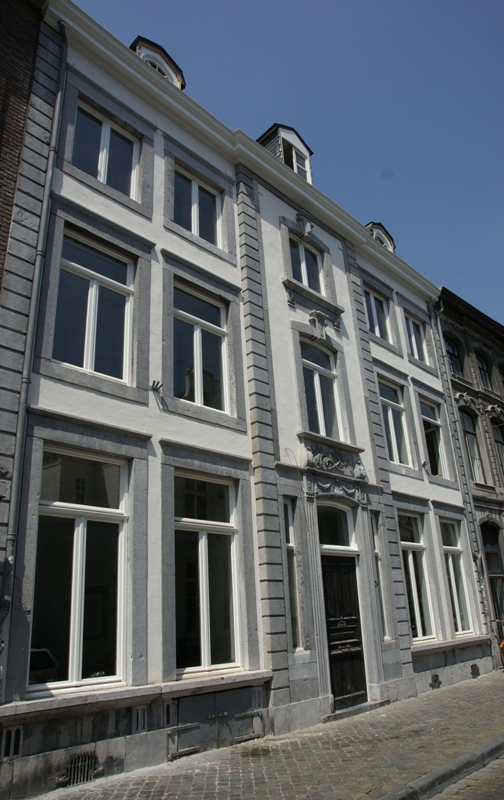
Kleine Gracht 32
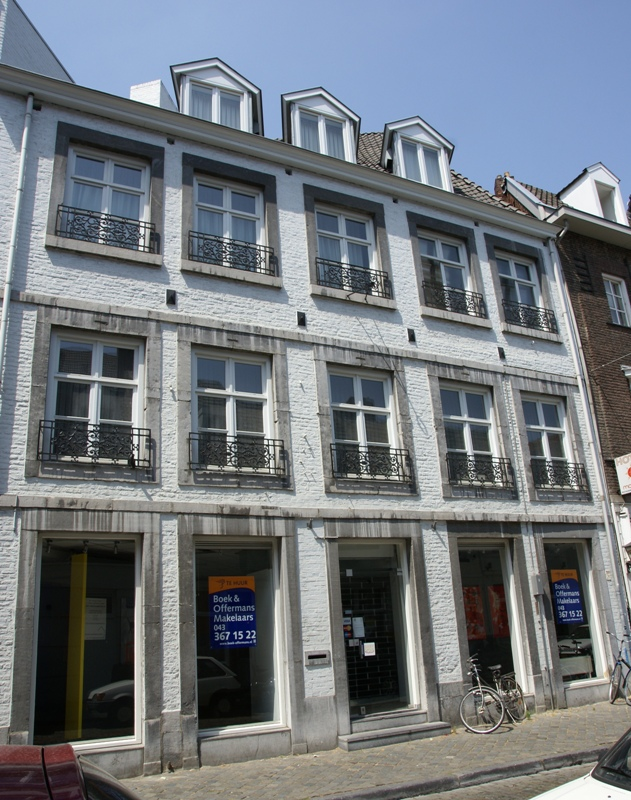
Kleine Gracht 36

### Historische panden (na 1800)
Kleine Gracht 17 en 1 zijn negentiende-eeuwse herenhuizen. Het eerste pand heeft kenmerken van het neoclassicisme en dateert uit het tweede kwart van de 19e eeuw; het pand op nr. 1 is een halve eeuw later gebouwd in neorenaissancestijl.
De bioscoop MABI was van 1930 tot 1994 gevestigd op het adres Kleine Gracht 24-26, waar eerder de cinema Pathé van Van Lier en nog eerder de stedelijke concertzaal waren gevestigd. Het pand is traditioneel gebouwd op de luifel na, die invloeden van art deco vertoond (vermoedelijk uit 1930). Van 1994 tot 1998 werd het voormalige filmtheater verbouwd tot hotel. Op de hoek van de Markt en de Kleine Gracht ligt het Hotel de la Bourse uit ca. 1930, een mengeling van modernisme en traditionalisme.
Op de hoek met de Maastrichter Pastoorstraat staat een modern appartementengebouw dat gebruikmaakt van een zeer smal toelopende kavel. Door de begane grond vanaf de hoek iets naar achteren te plaatsen, lijkt de steeg op dit punt breder.

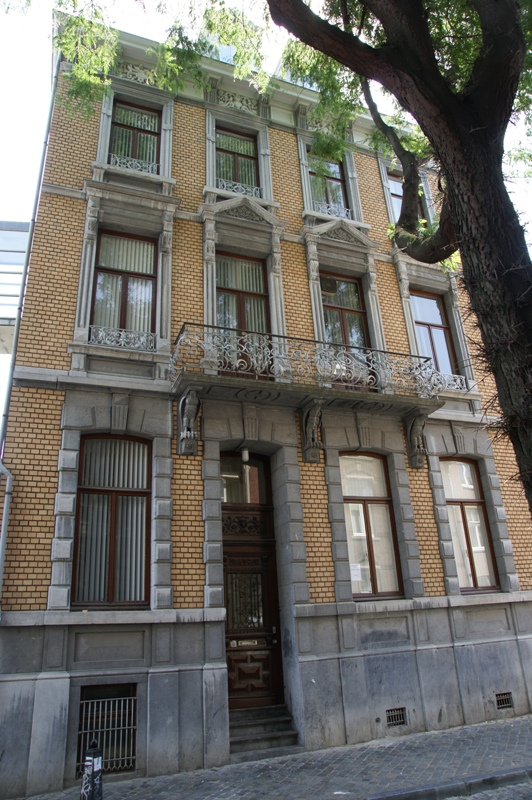
Kleine Gracht 1
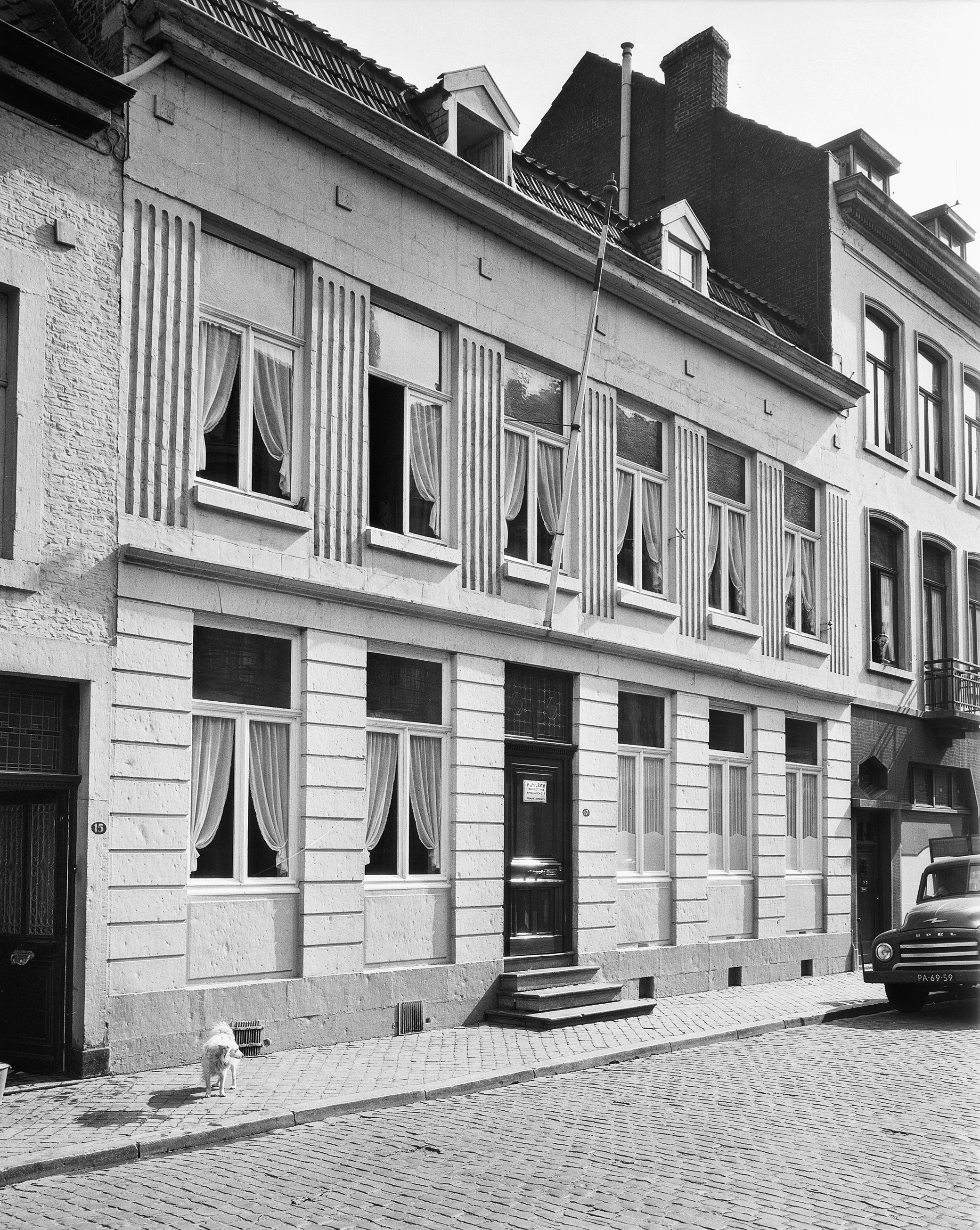
Kleine Gracht 17
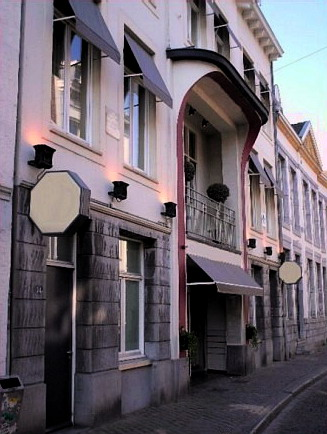
Vm. MABI bioscoop
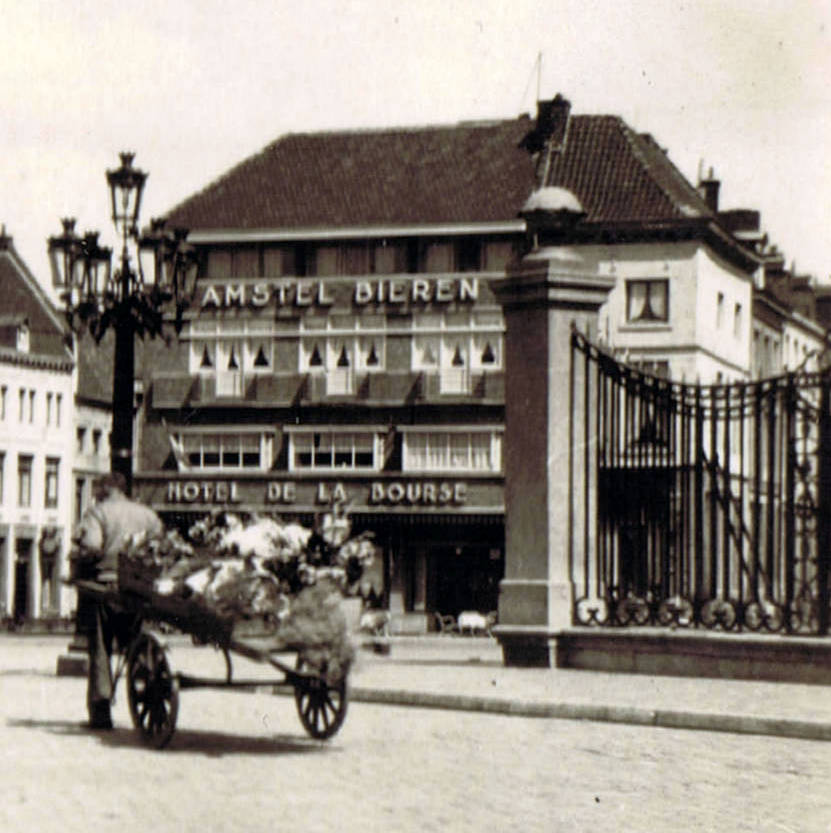
Hotel de la Bourse in 1949

## Trivia
- De zeer op elkaar lijkende straatnamen Kleine Gracht en Klein Grachtje heeft al tot menig misverstand geleid. In tegenstelling tot de Grote en Kleine Gracht, kunnen zowel het Lang als het Klein Grachtje (beide in het Jekerkwartier) nooit een stadsgracht zijn geweest, aangezien ze aan de verkeerde kant (de binnenkant) van de stadsmuur liggen.
- Volgens een sage uit het Nederlands Sagenboek van Jacques Sinninghe woonde aan de Kleine Gracht ooit een doctor Sebastianus Magnus, die in zijn kelderruimte chemische experimenten uitvoerde. Op een avond keerde hij naar de Kleine Gracht terug, maar hij was dermate verstrooid dat hij het water van de nog niet gedempte gracht (sic!) inliep. Sindsdien spookt hij door de buurt.[6]
- Begin 19e eeuw was er op het adres Kleine Gracht 3 een Joodse huissynagoge gevestigd. Op 21 augustus 1840 werd de nieuwe Hoofdsynagoge Maastricht in gebruik genomen, waarbij een feestelijke stoet vanaf de Kleine Gracht, onder marechaussee-begeleiding en gadegeslagen door duizenden belangstellenden, naar de Bogaardenstraat trok, terwijl het stadhuiscarillon speelde.[7]
- De exploitanten van de bioscoop MABI waren streng katholiek en vertoonden tot 1967 geen films die niet door de katholieke filmkeuring waren gekomen. Op vrijdag, zaterdag en zondag controleerden politiemannen bij de zogenaamde C2-films (boven de achttien jaar) en stuurden minderjarigen zonder pardon terug.
- Op Kleine Gracht 40-42 was tot 2011 het feestcafé Meta gevestigd. Over het café, met nachtvergunning, kwamen veel klachten van omwonenden binnen. Op 28 oktober 2011 liet burgemeester Onno Hoes de zaak voor drie maanden sluiten.